# ロン・ベイカー
ロン・ベイカー  (Ron Baker) こと、ロナルド・デライン・ベイカー (Ronald Delaine Baker 1993年3月20日 - )は、アメリカ合衆国・カンザス州ヘイズ出身の元プロバスケットボール選手。NBAのニューヨーク・ニックスなどに所属していた。ポジションはシューティングガード。

## 来歴
ウィチタ州立大学でフレッド・ヴァンブリートやクリアンソニー・アーリーらと共に4年間主力選手として活躍し、2013年はNCAAトーナメントでFinal 4まで勝ち上がる快進撃を展開。2014年から3シーズンはミズーリ・バレー・カンファレンスの1stチームに選出されるなど、同大学の中心選手として活躍したベイカーだったが、2016年のNBAドラフトでは指名外に終わった。
ベイカーは2016年夏のNBAサマーリーグにニューヨーク・ニックスの一員として参加し、8月1日にニックスとトレーニングキャンプに関する契約を締結。開幕ロースターの最終枠を争う形となったが、最終枠を争っていたチェイソン・ランドルが負傷するという運も味方し、開幕ロースターを勝ち取り、10月21日に正式に選手契約を結んだ。
2017年7月11日、ニックスと2年890万ドルで契約を延長した。
2021年8月、故障のため引退することが報じられた。